# The Inquiry
The Inquiry — En busca de la tumba de Cristo en España, La investigación en Argentina y Misión Jerusalén como título de telefilme en este último país — es una película dirigida por Giulio Base.

## Argumento
Tres años después de la crucifixión de Jesús de Nazareth los rumores de que él es un profeta que ha surgido de entre los muertos están incitando a la gente a rebelarse contra sus gobernantes. En un intento por controlar los disturbios, el emperador romano Tiberio (Max von Sydow) envía a Tito Valerio (Daniele Liotti), un leal oficial romano, a Judea a buscar a Jesús o su cuerpo desaparecido y refutar la historia. Valerio pronto se encuentra frenado en su investigación por el gobernador Poncio Pilato (Hristo Shopov). Tras esto, conoce a la joven Tabita (Mónica Cruz), y se enamora de ella. Sin embargo, está prometida. Al enterarse su padre (Abraham Murray) de que Tabita quiere irse con Tito Valerio, la golpea con un bastón hasta matarla. Tito Valerio va en busca de San Pedro para que la reviva. En un principio, San Pedro parece negarse. En el viaje de vuelta, Brixos, el más fiel amigo de Tito Valerio muere tras un ataque furtivo. Tito Valerio llega hasta Tabita, que reposa en un lecho inconsciente. Sorprendentemente, San Pedro acude, y salva a Tabita. Tito Valerio escribe una carta al emperador comunicándole que no ha conseguido averiguar si Cristo resucitó, pero que ha encontrado un buen espíritu en sus seguidores y que a partir de ahora vivirá entre ellos. Tiberio, en muy malas condiciones de salud, insiste en ir al Senado para proponer un estatuto que proteja a los seguidores de Cristo en la región de Judea. Calígula, enfadado antes esto, ahoga con una almohada a Tiberio hasta su muerte, y se proclama nuevo emperador. Ordena entonces la quema de los archivos de la investigación de Tito Valerio y su condena a muerte.

## Comentarios
Remake de la película de 1986 L'inchiesta dirigida por Damiano Damiani.